# Oljeslam
Oljeslam är ett fenomen som kan drabba förbränningsmotorer och som innebär att motoroljan på grund av övertryck i vevhuset läcker förbi kolvringar och ventiltätningar. Innan dagens miljökrav infördes ventilerades övertrycksgaserna rakt ut i luften men numera tas de om hand i ett slutet system där man oftast försöker förbränna gaserna en gång till.
Många bilfabrikat fick problem när de nya miljökraven infördes med motorskador som följd på grund av hög oljeförbrukning eller att motoroljan beckar igen delar av motorn. I svensk press skrevs mest om Saabs motorer (1999-2004) men många fler bilmärken har haft liknande problem. Ex: Audi, VW, BMW, Toyota, Lexus, Hyundai, Chrysler och Dodge.